# روبرت لندی سیمون
روبرت لندی سیمون آتیس یا رابرت لندی سیمون (به انگلیسی: Robertlandy Simón Aties) معروف به سیمون، (متولد ۱۱ ژوئن ۱۹۸۷ در کوبا) بازیکن فعلی تیم ملی والیبال کوبا و عضو فعلی باشگاه لوبه سیتانوا است. سیمون به عنوان یکی از بهترین مدافع میانی و سرعتی زن‌های موفق یک دهه اخیر جهان به حساب می‌آید.وی در تیم والیبال شهداب یزد بازی می کند.

## حرفه‌ای
لندی والیبال حرفه‌ای سیمون در کوبا با بازی در سیوداد ای هاوانا آغاز شد. این تیم با سیمون اولین قهرمانی خود را در کوبا به دست می‌آورد. در سال ۲۰۰۵ او برای اولین بار به تیم ملی کوبا دعوت می‌شود و با کوبا به سومی رقابت‌های کوپا آمریکا می‌رسد و برای اولین بار با کوبا به قهرمانی نورسکا دست پیدا می‌کند و در با تیم ملی کوبا می‌درخشد و برنز لیگ جهانی را از آن خود می‌کند و در این سری از مسابقات لیگ جهانی به عنوان بهترین اسپک زن و دفاع وسط انتخاب می‌شود. سیمون در فصل ۰۹–۲۰۰۸ با کاپتلینوس موفق می‌شود دومین قهرمانی خود را در لیگ کوبا تجربه کند او همچنین در سال بعد موفقیت فصل قبل را تکرار می‌کند. در سال ۲۰۱۰ نایب قهرمان قهرمانی والیبال جهان در ایتالیا را به کارنامه خود اضافه می‌کند و بعد از این مسابقات از تیم ملی کوبا خط می‌خورد. در سال ۲۰۱۱ پس از حضور در تیم ایناتیوو جذب پیاچنزا ایتالیا می‌شود و دوران خوب خود را با این تیم ایتالیایی شروع می‌کند و در اولین حضور خود جام چلنج کاپ اروپا را بالای سر می‌برد و پس از آن در سال ۲۰۱۴ با پیاچنزا قهرمان جام حذفی ایتالیا می‌شود. سیمون در سال ۲۰۱۴ به آنسان سیوینگ بانک کره جنوبی پیوست.